# Keri Russell
Keri Lynn Russell (sinh ngày 23 tháng 3 năm 1976) là nữ diễn viên, vũ công người Mỹ. Cô nổi tiếng với vai Felicity Porter trong sê-ri phim truyền hình Felicity (1998 - 2002), phim mang về cho cô một giải Quả cầu vàng. Russell cũng đóng vai điệp viên KGB Elizabeth Jennings trong loạt phim kinh dị The Americans (2013 - 2018), bộ phim mang về cho cô hai đề cử giải Primetime Emmy và Quả cầu vàng.

## Thời thơ ấu
Keri Lynn Russell sinh năm 1976 tại Fountain Valley, California, cô là con gái của bà Stephanie (nhũ danh: Stephens) và ông David Russell. Cô có một anh trai tên Todd và một em gái tên Julie.
Gia đình cô từng liên tục chuyển nhà, từ Coppell, Texas sang Mesa, Arizona rồi Highlands Ranch, Colorado, vì công việc của cha cô.
Năng khiếu nhảy của Keri giúp cô có được một vai diễn trong chương trình truyền hình dài tập dành cho thiếu nhi The Mickey Mouse Club.